# Miguel Sá Monteiro
Miguel Sá Monteiro (9 de julho de 1977) é um actor e autor português .
Presença assídua em novelas e séries televisivas, obteve maior destaque em Ninguém como Tu (TVI 2005), Uma Aventura (SIC 2005), Doce fugitiva (TVI 2006) e em vários anúncios televisivos 

## Trabalhos realizados

### Televisão
2012 Dancin' Days (2012), SIC, elenco adicional
2011 Remédio Santo, TVI, elenco adicional
2010 Laços de Sangue, SIC, elenco adicional
2008 Olhos nos Olhos, TVI, elenco adicional
2008 Pai à Força, RTP, participação especial
2008 Liberdade 21, RTP, participação especial
2008 Vila Faia, RTP, participação especial
2007 Sempre em Pé, RTP, várias personagens
2007 Doce Fugitiva, TVI, personagem Gonçalo Coutinho.
2006 Doce Fugitiva, TVI, personagem Gonçalo Coutinho.
2006 "Regresso a Sizalinda", RTP, personagem Viana.
2006 O Bando dos Quatro, TVI,  personagem turista inglês. 
2005 Uma Aventura, SIC, personagem Zé.
2005 Ninguém como tu, TVI, personagem Rui.
2004 Uma Aventura, SIC, personagem André. 
2004 Queridas Feras, TVI, personagem Agente Mota.
2003 Saber Amar, TVI, personagem Agente Alves.
2003 Amanhecer, TVI, personagem Gilberto.
2003 “O Crime Não Compensa”, SIC, actor principal de um episódio.
2002  Coração Malandro, novela da TVI, personagem estilista André.

### Cinema
2010 "Corre", curta metragem da Escola Superior de Comunicação Social.
2003 “Praxe Acidentada”, curta-metragem da Universidade Lusófona, coordenada por Jorge Paixão da Costa, personagem André (principal).
2002 “Fascínio” de José Fonseca e Costa, participação especial.

### Locuções, dobragens e rádio
2006 “Yoco na Ilha do Tesouro”, Musical Infantil
2005 “Abaixo da Cintura”, de Richard Dresser, encenação Ricardo Gageiro.
2005 “A boda dos pequenos burgueses”, de B. Brecht, encenação Ricardo Gageiro.
2004 “Rave”, textos diversos,  encenação Paulo Ferreira no Teatro Vasco Santana.
2004 “O Bobo e  a sua mulher esta noite na Pancomédia”, de Botho Strauss, encenação João Lourenço, Co- Produção Teatro Aberto e Teatro Nacional S. João.
2003 “Narrando Capuchinho”, peça infantil, personagem Caçador.
2003 “Flauta Mágica” (coro) e “Pedro e o Lobo” (coreografia de um dos animais).
LOCUÇÃO, DOBRAGENS E RÁDIO
2007 “Contra- Informação”, personagens Cristiano Ronaldo e Zapatero
2005/ 2006 Locuções na produtora Som de Lisboa - Últimas: BPI, CGD, Uzo, Olá, Campanha do Sangue, BES e Flora Magra.
2005 Dobragem de Jogo da Playstation 2 “SLY 3”, seis personagens.
2003/ 2006 Dobragem de desenhos animados e ficção na produtora NOVAGA, “Asas da China”, “Chamem a polícia”, “Real Monsters”, “Daigunder”, “Forminhas”, “Tufão”, “Moby Dick”, etc.
2005 - Cantor na série de desenhos animados “Janela da Alegra”.
2002 – Rádio Mais - Apresentador e actor de um programa denominado “Memórias e Paródias”. 

### Outros
2004/2006 Anúncios (protagonismo): Ikea, Banco Totta, Caixa Geral de Depósitos, Grupo Solverde, Vinho Grão Vasco, Pizza Hut, Moviflor, Feira Nova, BPI.
2003/2006  Actor convidado da Universidade Lusófona para as aulas de “Direcção de Actores” leccionadas pelo realizador Jorge Paixão da Costa e Isabel Medina.